# Dark Command
Dark Command é um filme norte-americano de 1940, do gênero faroeste, dirigido por Raoul Walsh e estrelado por Claire Trevor e John Wayne.

## A produção
Orçado em 750 mil dólares, Dark Command foi o mais caro e o mais bem sucedido filme da Republic Pictures em seus anos iniciais. Além disso, é um dos melhores filmes de ação da história do estúdio, ao lado de Rio Grande, de John Ford.
A cena mais famosa foi dirigida por Joseph Kane e mostra quatro cavaleiros saltando de um penhasco em direção a um lago. Wayne e George 'Gabby' Hayes foram dublados por Yakima Canutt e Cliff Lyons. Tentativas posteriores de repetir o feito, perpetradas por diretores e dublês menos habilidosos, levaram à formação da Society for the Prevention of Cruelty to Animals (Sociedade para a Prevenção de Crueldades contra Animais).
Esta foi a segunda e última vez que John Wayne e o diretor Raoul Walsh trabalharam juntos. Em 1930, Walsh dera a Wayne o papel principal de The Big Trail, sua primeira oportunidade de estrelar uma película. The Big Trail, porém, fracassou nas bilheterias e o ator viu-se novamente relegado a produções B pelos anos seguintes.
O filme marca, também, o único encontro nas telas de John Wayne e Roy Rogers, o "Rei dos Cowboys". Segundo Bruce Eder, Rogers teria conseguido a melhor atuação de sua carreira, no papel de um jovem mimado e teimoso, que descobre que a vida é muito mais do que aparenta.
Dark Command é baseado no romance The Dark Command: A Kansas Iliad (1938), de W. R. Burnett, que conta as proezas do renegado William Clarke Quantrill durante a Guerra Civil Americana. O filme recebeu duas indicações ao Oscar.

## Sinopse
No Kansas de 1859, em virtude da questão escravatura/abolicionismo, o professor William Clarke Quantrill torna-se um líder guerrilheiro. Depois que ele põe fogo na cidade de Lawrence, o xerife Bob Seton sai em sua perseguição.

## Principais premiações
| Prêmio | Categoria                                   | Situação |
| ------ | ------------------------------------------- | -------- |
| Oscar  | Melhor Trilha Sonora Melhor Direção de Arte | Indicado |

## Elenco
| Ator/Atriz           | Personagem                      |
| -------------------- | ------------------------------- |
| Claire Trevor        | Mary McCloud                    |
| John Wayne           | Xerife Bob Seton                |
| Walter Pidgeon       | William Cantrell                |
| Roy Rogers           | Fletch McCloud                  |
| George 'Gabby' Hayes | Doc Grunch                      |
| Porter Hall          | Angus McCloud                   |
| Marjorie Main        | Senhora Cantrell                |
| Raymond Walburn      | Juiz Buckner                    |
| Joseph Sawyer        | Bushropp                        |
| Helen MacKellar      | Senhora Hale                    |
| J. Farrell MacDonald | Dave                            |
| Trevor Bardette      | Senhor Hale                     |
| Edmund Cobb          | Jurado nº 3 (não-creditado)     |
| Tom London           | Mensageiro (não-creditado)      |
| Yakima Canutt        | Homem no balcão (não-creditado) |
| Hal Taliaferro       | Homem no Banco (não-creditado)  |